# Средња Земљина орбита
Средња Земљина орбита или „MEO“ (скраћеница од енглеског назива „Medium Earth orbit“), је Земљина орбита која се налази између ниске Земљине орбите која се завршава на 2000 km и геостационарне Земљине орбите која почиње на 35 786 km.

## Сателити у средњој Земљиној орбити
Сателити који круже у овој орбити се често називају МЕО сателити. Први сателит у средњој Земљиној орбити је Explorer 1 лансиран 1958. од стране САД, кружио је на висини од око 2500 km.
Први комуникациони сателит Телстар лансиран је 1962. године, и њиме је направљен први сателитски пренос слике, први сателитски позив, и прво слање телефаксом, орбита сателита је 2,5 сата а висина 5 500 km. Током 60-их година, САД су створиле „MIDAS“ систем, који се састојао од 12 сателита који су летели на висини од 3500 km, и служили су да упозоре на евентуални напад интерконтиненталним балистичким ракетама.
Данас се у средњој Земљиној орбити налазе следећи навигациони системи: амерички GPS на висини од 20 300 km, руски GLONASS на висини од 19,100 km, кинески Beidou, на висини од 21,500 km, и европски Galileo на висини од 23,200 km.